# Obszar ochrony ścisłej Olszyna
Olszyna – obszar ochrony ścisłej o powierzchni 19,18 ha na obszarze Słowińskiego Parku Narodowego na Wybrzeżu Słowińskim. Ochronie rezerwatu podlega znajdujący się u południowego brzegu jeziora Łebsko fragment olsu rosnącego na torfowisku niskim. Najbliższymi miejscowościami są Gać i Żarnowska.